# Caro fottutissimo amico
Caro fottutissimo amico è un singolo del gruppo musicale italiano The Zen Circus, con la partecipazione del cantautore Motta, pubblicato il 13 aprile 2022 come secondo estratto dall'album Cari fottutissimi amici.

## Tracce
Testi di Andrea Appino e Francesco Motta, musiche di Appino, Motta, Massimiliano Schiavelli e Karim Qqru.
1. Caro fottutissimo amico – 11:54